# 卡勒克 (阿拉斯加州)
卡勒克（英語：Karluk）是位於美國阿拉斯加州科的阿克島自治市鎮的一個非建制地區和人口普查指定地區。根據2010年美國人口普查，該地人口為37人，而該地的面積約為149.90平方千米。

## 地理
卡勒克的座標為57°34′41″N 154°21′45″W / 57.57806°N 154.36250°W，而該地的平均海拔高度為42米（即137英尺）。